# Tranilcipromina
La tranilcipromina (Parnate) è farmaco appartenente alla classe degli inibitori non selettivi delle monoaminossidasi (IMAO) in commercio fin dalla metà degli anni 60 e approvato come trattamento antidepressivo e ansiolitico. Gli IMAO, pur presentando spesso un'efficacia superiore rispetto ad altre classi di antidepressivi, sono considerati una scelta di seconda linea nel trattamento delle patologie psichiatriche per via del potenziale di interazione con alcuni farmaci e alimenti che richiedono una dieta con cibi privi di tiramina.

## Farmacologia
La Trianilcipromina ha uno scheletro simil amfetaminico e appartiene perciò chimicamente alla classe delle feniletilamine, di cui ritiene alcune proprietà leggermente attivanti e psicostimolanti, tanto che in Italia viene venduta con il nome commerciale di "Parmodalin" in associazione alla trifluoperazina (un neurolettico) per smussarne l'azione stimolante (è tuttavia possibile richiedere la preparazione della forma a singolo principio attivo).
Agisce come un inibitore irreversibile e non selettivo degli enzimi Monoammino Ossidasi, responsabili della degradazione di importanti neurotrasmettitori (le cosiddette monoamine serotonina, dopamina, noradrenalina ma anche melatonina e feniletilamina) responsabili della regolazione del tono dell'umore. L'inibizione massima di tali enzimi si instaura nel corso dei primi giorni di trattamento e si protrae per anche 2 settimane a seguito della sua sospensione. Inoltre si comporta come un debole releaser della dopamina e noradrenalina (come 1\3 della potenza dell'amfetamina) e ciò può essere responsabile delle sue proprietà attivanti e psicostimolanti. Tale azione prevale a dosaggi fino a 40 mg\giorno, mentre a dosaggi superiori inibisce anche il reuptake della noradrenalina e ciò può contribuire alle sue proprietà antidepressive. La somministrazione cronica comporta, al pari di altri antidepressivi, una downregulation compensatoria di alcuni recettori (adrenergici, 5-HT2 e dopaminergici) così come l'induzione di fattori neurotrofici.
Il composto sembra possedere un'azione neuroprotettiva ed è inoltre in grado di diminuire la quantità di radicali liberi e lo stress ossidativo.
Recentemente si è dimostrato che inibisce fortemente gli enzimi Istone Demetilasi di tipo 1 (LSD1, IC50 < 2 µM) con l'effetto di dereprimere l'espressione dei geni target di questo enzima BHC110/LSD1. Questi enzimi giocano dei ruoli fondamentali nel regolare l'espressione genica specie in alcune forme tumorali per cui il composto è stato sperimentato in alcuni modelli animali di diverse patologie mostrando risultati promettenti.

## Indicazioni
Le indicazioni ministeriali prevedono il suo uso solo in forme depressive gravi o resistenti ad altri trattamenti, in realtà è efficace anche nelle forme depressive atipiche come la distimia, le forme caratterizzata da astenia, anedonia, mancanza di motivazione e deficit cognitivi e attentivi; nel disturbo da stress post traumatico; nel trattamento dei disturbi d'ansia come la fobia sociale, nei disturbi dello spettro panico-agorafobico spesso con un'efficacia superiore ad altre classi di farmaci specie nel caso delle forme "atipiche" e resistenti ad altri trattamenti.

## Effetti collaterali
È un farmaco ottimamente tollerato, con meno effetti indesiderati rispetto a molti altri antidepressivi (compresi SSRI\SNRI) non mostrando infatti effetti di tipo sedativo, anticolinergico, cardiaci, di aumento di peso, interazioni di tipo farmacocinetico con la maggior parte dei farmaci, e un basso tasso di disfunzioni sessuali. L'effetto collaterali più comunemente riportato è l'insonnia; più raramente possono verificarsi ipotensione posturale e ortostatica (specie a dosi superiore a 30 mg\die), mal di testa, disturbi gastrointestinali (nausea e diarrea), vertigini e sonnolenza, ansia e irritabilità. Sono stati segnalati rari casi di disfunzioni epatiche ma comunque meno comuni rispetto ad altri farmaci della stessa classe.
Ha però la capacità di interagire con alcune sostanze contenute in diversi farmaci e cibi (le cosiddette ammine simpaticomimetiche) che può dare luogo a crisi ipertensive potenzialmente anche gravi o alla sindrome serotoninergica, rarissimamente letali: deve perciò essere evitata l'assunzione concomitante di farmaci adrenergici (efedrina), alcuni farmaci anti obesità (come la fenfluramina) stimolanti (come amfetamine e altre sostanze d'abuso), antidolorifici oppiacei e cibi ricchi di tiramina (contenuta soprattutto in cibi stagionati come insaccati e formaggi, negli estratti di lievito, nel tofu e alcuni legumi); inoltre deve essere prestata particolare attenzione alla somministrazione contemporanea di farmaci ad azione serotoninergica (come alcuni antidepressivi come gli SSRI\SNRI), levodopa e dopamina.
Il farmaco, proprio a causa di questi rari ma potenzialmente gravi effetti collaterali, sta conoscendo un periodo di forte declino e viene usato dagli psichiatri, spesso come farmaco da ultima spiaggia.
Se assunto molto a lungo e a dosi molto alte (la dose terapeutica è tra i 10 e i 60 mg\die) può dare luogo a manifestazioni di dipendenza, simili a quelle che si sviluppano con gli amfetamino simili, sindromi paranoidee e sintomi da sospensione.